# Bildungsscheck NRW
Der Bildungsscheck NRW ist ein Förderprogramm des Landes Nordrhein-Westfalen, das aus Mitteln des Europäischen Sozialfonds (ESF) die Teilnahme an einer beruflichen Weiterbildung unterstützt. Das Programm wird vom Ministerium für Arbeit, Gesundheit und Soziales NRW (MAGS NRW) verantwortet. Die Gesellschaft für innovative Beschäftigungsförderung unterstützt und begleitet das Land NRW bei der Umsetzung des Förderprogramms. Im Mittelpunkt steht dabei die Begleitung der für den Bildungsscheck eingerichteten Bildungsberatungsstellen.
Gefördert werden können Beschäftigte (individuell oder über den Arbeitgeber), Selbständige und Berufsrückkehrende. Übernommen werden 50 Prozent der Kurs- bzw. Seminarkosten, höchstens jedoch 500,- EUR.

## Förderkriterien (seit 1. April 2020)
Die Grundlage der Förderung stellt die Richtlinie über die Gewährung von Zuwendungen zur Förderung von Maßnahmen, die aus Mitteln des Europäischen Sozialfonds in der Förderphase 2014 bis 2020 mitfinanziert werden (ESF-Förderrichtlinie 2014 - 2020) dar.
Der Bildungsscheck NRW im individuellen Zugang: Für Beschäftigte, Selbständige und Berufsrückkehrende
Im individuellen Zugang sind Beschäftigte, Selbständige und Berufsrückkehrende mit Wohnsitz in Nordrhein-Westfalen förderfähig. Das zu versteuernde Jahreseinkommen muss mehr als 20.000 Euro betragen und darf 40.000 Euro nicht übersteigen. Bei gemeinsamer Veranlagung sind es 40.000 Euro respektive 80.000 Euro. Die Größe des Betriebs spielt dabei keine Rolle. Pro Kalenderjahr kann ein Bildungsscheck erworben werden.
Der Bildungsscheck NRW im betrieblichen Zugang: Für Unternehmen mit weniger als 250 Beschäftigten
Unternehmen mit Arbeitsstätte in Nordrhein-Westfalen können pro Kalenderjahr bis zu zehn Bildungsschecks für verschiedene Beschäftigte erhalten. Einkommensgrenzen für diese gibt es dabei nicht, jedoch muss das Unternehmen im Rahmen der Beratung nachweisen, dass es weniger als 250 Beschäftigte hat. Die Beschäftigten, die über ihren Betrieb eine geförderte Fortbildung absolviert haben, können im selben Jahr zusätzlich einen Bildungsscheck über den individuellen Zugang erwerben, sofern sie die Voraussetzungen für diesen erfüllen.
Was gefördert wird:
Förderfähig sind Weiterbildungen, die der beruflichen Qualifizierung dienen und fachliche Kompetenzen oder Schlüsselqualifikationen vermitteln. Nicht für die Förderung vorgesehen sind arbeitsplatzbezogene Anpassungsqualifizierungen, z. B. Maschinenbedienerschulungen und Produkteinführungen. Auch Fortbildungen, für die es eine andere Finanzierungsgrundlage gibt, sind nicht über einen Bildungsscheck förderfähig. Für Gemeinden, Kreise, kreisfreie Städte und Landesbehörden können keine betrieblichen Bildungsschecks ausgegeben werden. Ebenso wird eine Bildungsscheck-Förderung für berufliche Weiterbildungen, bei denen eine gesetzliche Verpflichtung zur Kostenübernahme durch den Arbeitgeber besteht, nicht mehr gewährt (z. B. Sicherheitsingenieur, Datenschutzbeauftragter, Beauftragter für Immissionsschutz oder bei Fortbildungen zur Ladungssicherung, Betriebsratsseminare).
Kurse können auch in Form des E-Learning durchgeführt werden. Auch innerbetriebliche Kurse werden gefördert. Betriebe können ggf. das Förderangebot Potentialberatung NRW nutzen, um Qualifizierungsbedarfe zu ermitteln.
Die Bildungsprämie des Bundes ist vorrangig gegenüber dem Bildungsscheck NRW.

## Beratungsstellen
Weiterbildungsinteressierte können sich an eine der 250 Bildungsscheck-Beratungsstellen in Nordrhein-Westfalen wenden. Beraten wird zum Beispiel in den kommunalen Weiterbildungseinrichtungen wie den Volkshochschulen, in vielen Industrie- und Handelskammern, bei den Handwerkskammern, bei einigen Regionalagenturen und den Wirtschaftsförderungen.

## Einlösen des Bildungsschecks
Der Bildungsscheck muss vor Beginn des Kurses oder Seminars bei einem auf dem Bildungsscheck eingetragenen Anbieter eingelöst werden.
Außerdem ist er ab Ausstellung 6 Monate gültig. Bis dahin muss der Kurs begonnen haben. Da der Bildungsscheck nur einmal ausgestellt wird, ist er bei Verlust nicht wieder zu beschaffen. Es kann also unter Umständen ein Einschreiben (mit Versicherungsschutz) sinnvoll sein. Zu zahlen ist dann letztlich vom Unternehmen nur der um den Wert des Bildungsschecks verminderte Preis.